# Buhen
Buhen je bil staroegipčansko naselje na zahodni obali Nila severno oziroma pod Nilovim drugim kataraktom v sodobnem Sudanu. Na vzhodni obali Nila nasproti Buhena je bilo starodavno naselje Vadi Halfa.

## Staro kraljestvo
V Starem kraljestvu (okoli 2686–2181 pr. n. št.) je bil Buhen majhna trgovska postaja v Nubiji in lokalno središče pridobivanja bakra. Naselje je bilo ustanovljeno morda v času faraona Sneferuja iz Četrte dinastije. Nekaj dokazov kaže, da je bilo ustanovljeno že v obdobju Druge dinastije (okoli 2613-2498 pr. n. št.).
Arheološke raziskave leta 1962 so odkrile starodavni obrat za pridobivanje in obdelavo bakra.
Grafiti in drugi popisani predmeti kažejo, da so bili Egipčani v Buhenu približno dvesto let do pozne Pete dinastije, potem pa so jih pregnali verjetno priseljenci z juga.

## Trdnjava
Buhen je bil znan po veliki trdnjavi, zgrajeni verjetno med vladavino Senusreta III. okoli leta 1860 pr. n. št. (Dvanajsta dinastija).
Senusret III. je izvedel štiri vojne pohode v Kuš (Nubija) in zgradil niz trdnjav znotraj signalizacijske razdalje med njimi. Buhen je bila najsevernejša trdnjava v nizu. Druge trdnjave so bile Mirgisa, Šalfak, Uronarti, Askut, Dabenarti, Semna in Kuma. V obdobju Trinajste dinastije so Buhen osvojili Nubijci in ga obdržali do začetka Osemnajste dinastije (1550-1292 pr. n. št.), ko ga je ponovno osvojil Ahmoz I. Proti koncu Dvajsete dinastije (1190-1077 pr. n. št.) so ga ponovno osvojili Nubijci.
Trdnjava je bila ob zahodni obali Nila dolga več kot 150 m in obsegala površino okoli 13.000 m2. Znotraj trdnjave je bilo majhno mesto z mrežastim sistemom ulic. Na svojem višku je imelo verjetno približno 3500 prebivalcev. V trdnjavi je bila tudi uprava za celo utrjeno področje okoli drugega katarakta. Mesto je branilo okoli 5 m debelo in 10 m visoko obzidje s 3 m globokim jarkom, dvižnimi mostovi, bastioni, oporniki, okopi, strelnimi linami, zasilnimi izhodi in katapulti. 
Trdnjavo Buhen je po izgradnji Asuanskega jezu leta 1964 poplavilo Naserjevo jezero. Pred tem jo je temeljito raziskala skupina znanstvenikov pod vodstvom britanskega egiptologa Walterja Bryana Emeryja.
Buhen je imel Horov tempelj, ki ga je zgradila kraljica Hačepsut. Tempelj je bil pred poplavljenjem preseljen v Sudanski narodni muzej v Kartumu. 